# La Naissance de la Grèce
La Naissance de la Grèce : Des Rois aux Cités est une monographie illustrée sur l'histoire de la Grèce antique, écrite par l'helléniste français Pierre Lévêque, et parue chez Gallimard en 1990. Cet ouvrage est le 86e titre dans la collection « Découvertes Gallimard ».

## Résumé
Des idéaux de démocratie, d'art et d'architecture, des profondes explorations philosophiques, l'établissement d'un dossier historique écrit, le développement des formes tragiques et comiques, la consolidation du panthéon olympien, pour ces réalisations et bien d'autres, nous sommes éternellement redevables aux anciens Grecs. Dans cet ouvrage, l'auteur retrace quinze siècles d'une histoire mouvementée, depuis les premières invasions sur le sol grec vers 2000 avant notre ère, jusqu'au déclin de la Grèce, finalement conquise par Alexandre le Grand. Ce volume rend également hommage à de nombreuses personnalités, dont Périclès et Démosthène, Aristote et Platon, Homère et Euripide.

## Accueil
Dans sa section sur les critiques de livres, la revue d'archéologie Minerva (vol. 6) donne une critique positive à l'ouvrage : « Il ne peut y avoir de meilleure introduction en format de poche aux nombreux aspects de la Grèce antique. »
Dans la revue Greece & Rome, Peter Walcot estime que l'ouvrage Ancient Greece: Utopia and Reality (édition britannique de La Naissance de la Grèce), « comme ses prédécesseurs de la série ‹ New Horizons ›, est une traduction du français et, plus important encore, illustré de manière très imaginative et à un prix abordable. C'est le texte que je trouve décevant : les titres précédents avaient un thème particulier alors que ce volume ne fait qu'esquisser l'histoire des Grecs et leur accomplissement des Minoens aux Macédoniens. [...] Pourtant, qui va trop s'embêter avec le texte quand les images sont si merveilleuses ? »
L'historien belge Didier Viviers écrit dans la revue L'Antiquité classique : « On recommandera chaudement la lecture de ce livre aux étudiants et à tout amateur d'histoire grecque, depuis l'âge du Bronze jusqu'au IVe siècle avant notre ère. Remarquable synthèse, qui va à l'essentiel ; voilà enfin, serait-on tenté d'écrire, un ouvrage de vulgarisation qui ne se contente pas de présenter une succession de faits historiques. Le lecteur découvre, avec une énorme satisfaction intellectuelle, une pensée cohérente et suivie, qui nous fait vivre la naissance de la cité et met en lumière l'originalité féconde de la société grecque. Fécondité que soulignent non seulement le texte, qui conclut par la dette de notre système de pensée envers cette civilisation antique, mais aussi l'illustration, faisant s'entrechoquer œuvres classiques et néoclassiques, comme pour nous rappeler aussi la place de la Grèce dans l'imaginaire des siècles postérieurs. »

## Éditions internationales
| Titre                                      | Traduction littérale                                                | Langue               | Pays         | Collection (numéro dans la collection) | Éditeur                             | Traducteur                      | Année de première parution | ISBN                 |
| ------------------------------------------ | ------------------------------------------------------------------- | -------------------- | ------------ | -------------------------------------- | ----------------------------------- | ------------------------------- | -------------------------- | -------------------- |
| La Naissance de la Grèce                   | –                                                                   | Français             | France       | Découvertes Gallimard (no 86)          | Éditions Gallimard                  | –                               | 1990                       | (ISBN 9782070531103) |
| Ancient Greece: Utopia and Reality         | « La Grèce antique : utopie et réalité »                            | Anglais britannique  | Royaume-Uni  | New Horizons (sans numéro)             | Thames & Hudson                     | Anthony Zielonka                | 1994                       | (ISBN 9780500300381) |
| The Birth of Greece                        | « La Naissance de la Grèce »                                        | Anglais américain    | États-Unis   | Abrams Discoveries (sans numéro)       | Harry N. Abrams                     | Anthony Zielonka                | 1994                       | (ISBN 9780810928435) |
| I Greci: l'alba di una civiltà             | « Les Grecs : l'aube d'une civilisation »                           | Italien              | Italie       | Universale Electa/Gallimard (no 22)    | Electa/Gallimard                    | Carlo Montrésor                 | 1993                       | (ISBN 9788844500238) |
| O nascimento da Grécia                     | « La Naissance de la Grèce »                                        | Portugais européen   | Portugal     | Descobrir (sans numéro)                | Quimera Editores (pt)               | Ida Boavida                     | 2003                       | (ISBN 9789725890998) |
| Zrození Řecka – od králů k městským státům | « La Naissance de la Grèce : Des Rois aux Cités-États »             | Tchèque              | Tchéquie     | Horizonty (sans numéro)                | Nakladatelství Slovart (cs)         | Hana Večerková, Eva Procházková | 1995                       | (ISBN 9788085871326) |
| Zrodenie Grécka – od kráľov po mestá       | « La Naissance de la Grèce : Des Rois aux Cités »                   | Slovaque             | Slovaquie    | Horizonty (sans numéro)                | Vydavateľstvo Slovart               | Marián Minárik                  | 1995                       | (ISBN 9788071451747) |
| Rojstvo Grčije: od kraljev do mest         | « La Naissance de la Grèce : Des Rois aux Cités »                   | Slovène              | Slovénie     | Mejniki (sans numéro)                  | DZS (sl)                            | Maks Veselko                    | 1995                       | (ISBN 9788634114225) |
| ギリシア文明 神話から都市国家へ            | « La Civilisation Grecque : Du Mythe à la Cité-État »               | Japonais             | Japon        | 知の再発見 (no 18)                     | Sōgensha (ja)                       | Kikuko Tanabe                   | 1993                       | (ISBN 9784422210681) |
| 希臘的誕生：燦爛的古典文明                 | « La Naissance de la Grèce : une brillante civilisation classique » | Chinois traditionnel | Taïwan       | 發現之旅 (no 3)                        | China Times Publishing (zh)         | Peng Wang, Zuomin Chen          | 1994                       | (ISBN 9789571300627) |
| 希腊的诞生：灿烂的古典文明                 | « La Naissance de la Grèce : une brillante civilisation classique » | Chinois simplifié    | Chine        | 发现之旅 (no 3)                        | Shanghai Bookstore Publishing House | Peng Wang, Zuomin Chen          | 1998                       | (ISBN 9787806224588) |
| 그리스 문명의 탄생                         | « La Naissance de la civilisation grecque »                         | Coréen               | Corée du Sud | 시공 디스커버리 (no 5)                 | Sigongsa (en)                       | Kyung-ran Choi                  | 1995                       | (ISBN 9788972591672) |